# 신안 외남리 석장승
신안 외남리 석장승은 전라남도 신안군 도초면 외남리에 있는 장승이다. 2009년 12월 16일 신안군의 향토유적 제5호로 지정되었다.

## 개요
마을의 불상사를 막고자 세웠다고 구전되는 장승이다.